# Lastreopsis hispida
Lastreopsis hispida är en träjonväxtart som först beskrevs av Olof Peter Swartz och som fick sitt nu gällande namn av Mary DouglasTindale.
Lastreopsis hispida ingår i släktet Lastreopsis och familjen Dryopteridaceae. Inga underarter finns listade i Catalogue of Life.